# Padina (okręg Buzău)
Padina – wieś w Rumunii, w okręgu Buzău, w gminie Padina. W 2011 roku liczyła 411 mieszkańców.